# 고료가시마촌
고료가시마촌(五領ヶ島村)은 후쿠이현 요시다군에 설치되었던 촌이다. 현재의 에이헤이지정에 해당한다.